# Mangostan
Mangostan (Garcinia mangostana) art i familjen clusiaväxter från sydöstra Asien. Arten har troligen kulturursprung och förekommer inte vild.
Det är ett 6-10 m högt  träd med en frukt i form av ett purpurfärgat bär av en mandarins storlek. Trädet härstammar från Malacka och Sundaöarna men odlas överallt i tropikerna för sina mycket välsmakande frukters skull.
Mangostanfrukten och dess juice har de senaste åren[sedan när?] marknadsförts som ett mirakelmedel och man har bland annat påstått att den har mycket potenta antioxidanter och så kallade COX-2-hämmare och att dessa skulle verka smärtstillande och inflammationshämmande.[källa behövs]
I alternativmedicinska kretsar är den på väg att[när?] få ett rykte som ett universalmedel som förebygger och botar praktiskt taget alla sjukdomar, något som hårt kritiserats i det granskande radioprogrammet Kaliber.